# Wilhelm Grimm

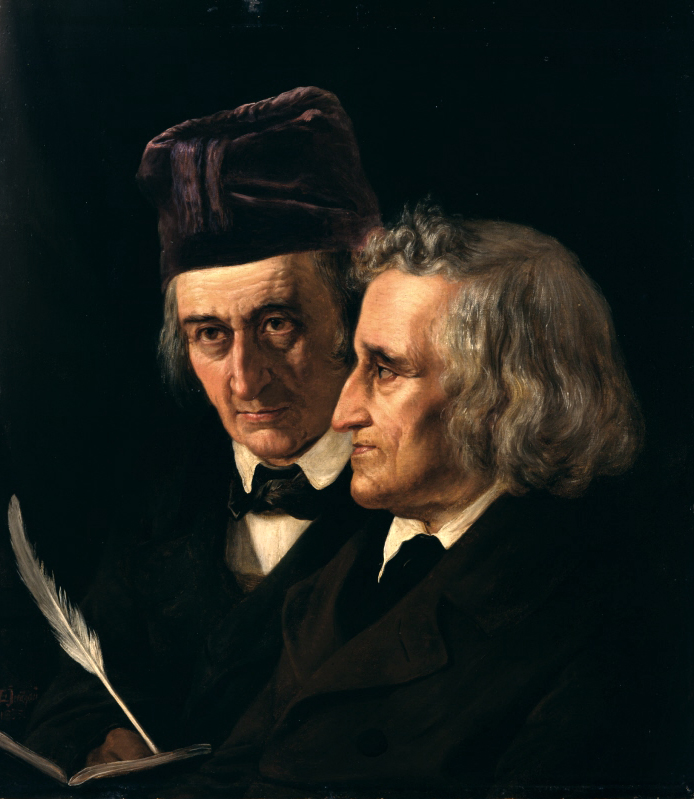
Wilhelm Grimm (L.) met zijn broer Jakob

Wilhelm Karl Grimm (Hanau, 24 februari 1786 - Berlijn, 16 december 1859) was een Duits taalkundige.
Hij vormde samen met zijn één jaar oudere broer Jacob Grimm de gebroeders Grimm. Vanaf 1806 verzamelden ze Märchen (volksverhalen en sprookjes) die zij publiceerden onder de titel Kinder- und Hausmärchen (1812-1822). Wilhelm trouwde in 1825 met Henriette Dorothea Wild, ook wel Dortchen genoemd.
Hij werd in 1831 professor aan de Universiteit van Göttingen. In 1837 ondertekende hij samen met zijn broer Jakob en vijf andere collega's (de Göttinger Sieben) een protestbrief tegen Ernst August I van Hannover, waarna alle zeven ontslagen werden.
Op verzoek van de koning Frederik Willem IV van Pruisen kwamen ze in 1841 naar Berlijn waar ze aan de Humboldt-Universität zu Berlin studeerden en werkten. In 1852 begonnen ze aan het Deutsches Wörterbuch, dat pas in 1960 werd voltooid. Wilhelm stierf in 1859; zijn broer vier jaar later.
Wilhelm Eduard Albrecht · Friedrich Christoph Dahlmann · Heinrich Ewald · Georg Gottfried Gervinus · Jacob Grimm · Wilhelm Grimm · Wilhelm Eduard Weber
- Bibsys: 90057463
- Biblioteca Nacional de Chile: 000035100
- Biblioteca Nacional de España: XX936976
- Bibliothèque nationale de France: cb119059325 (data)
- Catàleg d'autoritats de noms i títols de Catalunya: 981058512653606706
- CiNii: DA00418423
- Digitale Bibliotheek voor de Nederlandse Letteren: grim002
- Gemeinsame Normdatei: 118542265
- International Standard Name Identifier: 0000 0001 2276 8043
- KulturNav: 946e2629-9862-4c8f-ae9a-a9c43ae1a743
- Library of Congress Control Number: n78095679
- Nationale Bibliotheek van Letland: 000043754
- MusicBrainz: 88dcc497-d892-46ba-a443-f5b71acdb509
- Bibliotheek van het Japanse parlement: 00441758
- Nationale Bibliotheek van Tsjechië: jn19990002900
- Nationale bibliotheek van Australië: 36113101
- Nationale Bibliotheek van Israël: 987007262051805171
- Nationale Bibliotheek van Polen: a0000001179077
- Nationale en Universitaire bibliotheek Zagreb: 000000751
- Nederlandse Thesaurus van Auteursnamen: 068609175
- Réseau des bibliothèques de Suisse occidentale: 02-A003320768
- RKD-Nederlands Instituut voor Kunstgeschiedenis: 285444
- Russische Staatsbibliotheek: 000082756
- Istituto Centrale per il Catalogo Unico: CFIV058846
- LIBRIS: 188699
- SNAC: w6sq9k0n
- Système universitaire de documentation: 026903466
- Trove: 1214413
- Union List of Artist Names: 500397690
- Virtual International Authority File: 14770699
- WorldCat: E39PBJfGXVrGkXpTYqK6Y789jC